# 1740-ві
Епоха Просвітництва.

## Правителі
- Франція: Людовик XV;
- Німеччина: Фрідріх II;
- Австрія: Марія Терезія.

## Події
- Вторгнення на Кубу (1741)
- Битва при Фонтенуа (1745)
- Битва при Рокурі (1746)
- 1747: Тептяро-Бобильське повстання